# Periferní edém
Periferní edém je otok tkání (obvykle dolních končetin) v důsledku hromadění tělních tekutin. Tento stav běžně doprovází stárnutí, může však být způsoben řadou různých stavů, včetně městnavého srdečního selhání, traumatu, alkoholismu, akutní horské nemoci, těhotenství, hypertenze nebo jen dlouhotrvajícím sezením či stáním bez pohybu. Některé léky (např. amlodipin či pregabalin) mohou tento stav jak způsobit, tak zhoršit.

## Prognóza
Úspěšná léčba závisí na kontrole příčiny. Těžké otoky mohou způsobit trvalé poškození nervů, což vede k periferní neuropatii. Řada případů způsobená dočasnou či méně závažnou příčinou se bez trvalého poškození vyřeší sama.